# ジェシーズ・ボックス
『ジェシーズ・ボックス』（Jesse's Box）は、ジェシー・ハリス＆ザ・フェルディナンドスのベストアルバム。2002年11月27日発売。発売元はDefSTAR RECORDS（ソニー・ミュージックエンタテインメント系列）。

## 概要
アメリカのシンガーソングライター、ジェシー・ハリスが「ジェシー・ハリス＆ザ・フェルディナンドス」名義でリリースした2枚のアルバム（『ジェシー・ハリス＆ザ・フェルディナンドス』『クルーキッド・ラインズ』）から選曲されたベストアルバム。日本盤のみ発売された。
2002年にノラ・ジョーンズがカバーしてグラミー賞を受賞した楽曲「Don't know why」のオリジナル・バージョンをはじめ、13曲が収録されている。

## 収録曲
1曲目から5曲目は『ジェシー・ハリス＆ザ・フェルディナンドス』に、6曲目から13曲目は『クルーキッド・ラインズ』に収録されている。
1. I Don't Want to Change Your Mind
2. Don't Know Why
ノラ・ジョーンズのデビュー作「カム・アウェイ・ウィズ・ミー」に提供した楽曲。
3. Waiting for Something
4. There's Nothing I Can Do
5. A Changing End
6. If He Asks you That
「Living Room Live in NYC」というオムニバス・ライブアルバムにライブバージョンが収録されている。
7. Where Are You Now?
8. Rockaway
2006年の「ミネラル」の日本盤ボーナストラックにバージョン違いが収録されている。
9. Another Place
10. Sand and Glass
11. Something Is Calling You
ノラ・ジョーンズが歌うバージョンが「カム・アウェイ・ウィズ・ミー」のデラックス版に収録されている。
12. Crooked Lines
13. Holding On